# 천안서여자중학교
천안서여자중학교(天安西女子中學校)는 대한민국 충청남도 천안시 동남구 봉명동에 위치한 사립 중학교이다.

## 학교 연혁
- 1970년 2월 19일 : 학교법인 천광학원 설립 인가
- 1971년 1월 29일 : 천안서중학교 설립 인가(6학급)
- 1972년 3월 25일 : 초대 문성규 이사장 취임
- 1972년 3월 25일 : 초대 이상옥 교장 취임
- 1972년 6월 8일 : 천안서여자중학교로 교명 변경 인가
- 1972년 11월 16일 : 낙성식(건평 635평)
- 1973년 3월 3일 : 제1회 입학식
- 2004년 1월 27일 : 학칙 변경(27학급)
- 2019년 3월 25일 : 신축교사 준공식
- 2020년 8월 19일 : 제2대 문용원 이사장 취임
- 2022년 9월 1일 : 제12대 김수동 교장 취임
- 2024년 1월 10일 : 제49회 졸업(151명, 계 12,783명)
- 2024년 3월 4일 : 제52회 입학(132명)

## 참고 자료
- 천안서여자중학교 - 한국교육학술정보원 학교알리미